# 문제 있는 레스토랑
《문제 있는 레스토랑》(일본어: 問題のあるレストラン)은 2015년 1월 15일부터 3월 19일까지 후지 TV 목요극장 시간대(매주 목요일 22:00 ~ 22:54, JST)에서 방송된 일본의 텔레비전 드라마이다. 주연은 마키 요코.

## 개요
대형 음식 서비스 회사 〈LIKE DINING SERVICE〉에 근무하고 있던 타나카 타마코는 여성에 대한 성희롱이나 파워하라가 아무렇지 않게 일어나고 있는 직장에 반발해 퇴직한다. 무직인 친구와 전 동료를 모아 썩은 펜트 하우스를 개장하고 포토푀를 주로 한 중시의 비스트로 레스토랑"비스트로 푸(bistro fou)"를 개점한다.
점포의 운영은 당초 트러블이 잇따랐지만 점차 평판이 높아져, 각각 문제를 가지고 있었던 동료들과도
마음을 굳히고, 일하는 기쁨과 삶의 보람을 찾아내 간다.
1. ↑  마키 요코 “남성 사회”에 정면 승부! (2014년 11월 21일), cinemacafe.net, 2014년 11월 21일 열람.

## 캐스트

### BISTRO Fou
타나카 타마코 (32) - 마키 요코 (고교 시절:오오하시 미오노)
비스트로프 점장.후쿠이현립 타카라야마 고등학교 출신. 심지가 강하고 일에 열심인 성격.
〈LIKE DINING SERVICE〉의 산하 점포 "심포닉 오모테산도"의 오픈 준비의 멤버였다.
오픈 직전 어떤 일로 〈LIKE DINING SERVICE〉를 퇴사 후 그 해 5월,
동료이자 친구가 맡긴 레시피를 기초로 "심포닉 오모테산도" 건너 편에 "비스트로 푸" 개업을 결정한다. "비스트로 푸"는 옥외 점포이며 우천시는 휴업한다.
멤버들에게 모두 반다나를 나눠주고 있다. 반다나 색은 빨강.
닛타 유미 (23) - 니카이도 후미 (어린 시절:요시자와 리리카)
도쿄 대학 출신. 전 〈LIKE DINING SERVICE〉 사원으로 취직활동 중이다.
항상 검은복장이므로 하이지가 "검은옷쨩"이라고 별명을 붙인다. 엘리트 의식이 강하지만, 융통성이 없는 성격.
"비스트로 푸"의 제너럴 프로듀서=제네 P를 자칭해, 경영에 드는 원가율 등을 바로바로 계산하는 재능이 있다.
벤처사업을 준비한다며 잠시 "비스트로 푸"를 떠났던 그녀에게 융자상담사를 소개시켜준다는 호시노에게 홀렸고
그것을 사랑이라고 착각한 닛타는 순순히 따라갔다가 충격적인 일을 겪고 돌아온다..
나중에 호시노로부터 사과받지만.... .. 반다나 색은 초록색.
카와나 아이리 (26) - 타카하타 미츠키
전 〈LIKE DINING SERVICE〉 본사 사업부 사원 겸 웨이트리스.
남자를 노릴 때나 뭔가를 생각했을 때 머리를 귀에 거는 버릇이 있다는 점에서 하이지가 '미미'라고 별명을 붙인다.
또 나나미에게서는 "반짝 빛나는 머리카락 양산형 여자"라고 평가받는다. 항상 사랑을 받는 것이 신경쓰는 연애의존증으로, 이전에는 몬지에게 일방적으로 연인을 자칭해, 상사의 성희롱도 저항하지 않고 받아넘겼다.
동료 이케베로부터의 사건을 계기로 퇴직해 "비스트로 푸"로 이직한다. 가게에서는 웨이트리스 및 자칭·홍보부장을 맡고있다. 반다나 색은 오렌지.
아메키 치카 (20) - 마츠오카 마유 (8세:소가 나츠미/10세:혼카와 미노리)
셰프. 극도의 대인공포증으로 늘 후드 달린 파커를 입어서 하이지가 "파카쨩"이라고 별명을 붙인다.
가정 붕괴의 요인인 아버지를 미워한다. 첫 대면 때는 금발에 마스크를 쓰고 말을 하지 않고, 스마트폰을 사용해 이야기하고 있었다. 아버지의 여자 관계에서 마음에 병든 어머니와 함께 살았다.
어린시절 노력의 결과, 점장이 마음에 그린 레시피를 재현할 수 있을 정도의 요리의 솜씨를 습득한다.
반다나 색은 노랑.
모리무라 쿄코 → 산젠인 쿄코 (32) - 우스다 아사미 (고교 시절:키무라 유키)
부셰프. 타마코와는 고등학교 검도부 시절부터의 친구. 싱글 맘으로 현재 남편과 이혼 조정중. 햇빛알레르기가 있다. 가부장적인 남편에게 폭언을 들었고 그 때문에 자존감이 낮아졌고, 10년간 전업주부였던 자신을 믿지 못했으나,
원래 갖고 있던 요리의 실력으로 부 셰프가 된다. 반다나 색깔은 파랑.
카라스모리 나나미 (46) - YOU
소믈리에르. 타마코와는 예전 회사의 동료. 작은 요식업계였으며 나중에는 커피 차를 타마코와 했었다.
종종 쇼와 시대의 이야기를 주위를 흔들어 놓는다. 10년 전까지 변호사를 했으며 지금은 잠시 쉬는 중.
나중에는 복직해 사츠키의 사건에 대해서 아메키 제소를 맡는다. 반다나 색깔은 보라.
오시마즈키 하이지 (39) - 야스다 켄
파티시에. 여장이 좋아하는 게이. 그 때문에 직업을 얻지 못하고 있다. 파리에서 파티쉐 수업을 받았고, 타마코부터 권유를 받는다.
"심포닉 오모테산도"의 개시를 도왔다. 사람들의 감정을 빨리 캐치하며 섬세한 감성을 갖는다.
자신과 같은 같은 희귀 성씨의 명함을 모으고 있다. 반다나 색깔은 분홍.

### LIKE DINING SERVICE

#### SYMPHONIC OMOTESANDO
몬지 마코토 (26) - 히가시데 마사히로
셰프. 불손하고 자기 중심적인 성격. 파리의 콘테스트에서 상을 받았으면서도 요리사로써는 미숙한 바텐더였지만,
"심포닉 오모테산도"의 오픈 시, 타마코가 요리 실력을 높게 사 스카우트한다.
타마코와 옛 애인 관계이기도 했다. 퉁명스러운 말투이지만 과거 타마코에게 "요리에 마음은 관계 없잖아"라고 말하며 다퉜던 것을 걱정하고 있으며,
"비스트로 푸"과 같은 사츠키 레시피의 폰을 사용하는 것을 취소하고 스스로 새로운 폰의 레시피를 개척한다고 맞선다. 자신만의 포토푀를 챙겨가 타마코에게 가서 자신의 신부가 되는게 어떻냐고 선언하거나 함께 가게를 만들어 가자 하지만 타마코의 마음을 되돌리는 일은 없었다. 사장의 사과가 가식이 나온 위에 자신을 모욕된 일에 대노, 사장에게 폭력을 가한 후 해고된다.그 후 호시노와 함께 해변의 호텔 레스토랑에 재취업했다....
호시노 다이치 (22) - 스다 마사키
주방장 견습생. 행동 상냥하지만 언동은 경박한 "챠라남".
직장 선배들로부터 뒤에서 구타를 당하고 있다. 자신을 간호해 준 닛타와 차내에서 하룻밤을 지내지만,
이미 동거하고 있는 애인이 있어, 그 애인으로부터 고액의 빚을 내, 닛타한테서도 돈을 모으고 있었다. 독립적으로 벤처 기업 설립의 파트너로 결실을 초대하지만, 융자 상담처에 닛타를 두고 도망친다.

#### 본사
아메키 타로 (50) - 스기모토 텟타
종종 잡지나 TV에 소개되는 유명한 음식점의 사장. 치카의 아버지.
그 덕분에 지명도가 높고 엄청난 카리스마가 있지만 사실 음식에 관심이 없고 돈이 전부라고 생각하는 속물.
직원들에게 성희롱이나 파워하라를 상습적으로 한다. 전 아내의 카나코나 딸의 치카를 만났을 때도 분별없는 발언을 하며, 타마코에게 애인이 되지 않겠냐는 제안을 하는 등 상식이하의 사람.
츠치다 카즈오 (48) - 후키코시 미츠루
사업부 부장. 타마코의 직속 상관. 거만한 성격이지만 사장은 마음에 들어한다.
니시와키 타이치 (57) - 타야마 료세이
사원. 아이리나 다른 여사원에 대한 성희롱 상습자. "심포닉 오모테산도"가 휴업 후, 토다와 함께 실업자가 된다.

### 그 외
모리무라 히로무 - 이하라 쇼고
쿄코의 아들.

### 게스트
제1화
후지무라 사츠키 (32) - 키쿠치 아키코 (고교 시절:시다 사라)
타마코의 고교 시절부터의 친구로, 동료.

## 스태프
- 각본 - 사카모토 유지
- 음악 - 데와 요시아키, 하부카 유리
- 연출 - 나미키 미치코, 카토 유스케, 모리와키 토모노부
- 주제가 - 캬리 파뮤파뮤 〈문제 걸〉 (워너 뮤직 재팬/unBORDE)
- 프로듀스 - 시미즈 카즈유키
- 제작 - 후지 TV 드라마 제작 센터

## 방송 일자
| 각 화                                                      | 방송일          | 부제                                                     | 연출              | 시청률 |
| ---------------------------------------------------------- | --------------- | -------------------------------------------------------- | ----------------- | ------ |
| 제1화                                                      | 2015년 1월 15일 | 성희롱 직장 상사 괴롭힘 여자는 참지 않으면 안 되는 거야? | 나미키 미치코     | 11.3%  |
| 제2화                                                      | 1월 22일        | 꿈으로의 첫걸음! 그렇지만 개점은 전도다난?               | 나미키 미치코     | 8.4%   |
| 제3화                                                      | 1월 29일        | 개점! 문제 있는 레스토랑                                 | 카토 유스케       | 8.1%   |
| 제4화                                                      | 2월 5일         | 미운 라이벌점을 마구 부셔라!                             | 카토 유스케       | 8.9%   |
| 제5화                                                      | 2월 12일        | 밸런타인 결전으로 기적이!                                | 나미키 미치코     | 8.6%   |
| 제6화                                                      | 2월 19일        | 마침내 전원 집합! 사랑도 신 전개!?                       | 카토 유스케       | 10.0%  |
| 제7화                                                      | 2월 26일        | 완전 승리! 여자들의 결단은…                              | 나미키 미치코     | 9.5%   |
| 제8화                                                      | 3월 5일         | 꽃미남 셰프, 빼돌리기!?                                  | 모리와키 토모노부 | 10.4%  |
| 제9화                                                      | 3월 12일        | 충격 급 전개! 라이벌 해고!?                              | 카토 유스케       | 9.0%   |
| 최종화                                                     | 3월 19일        | 힘내라 여자 아이!                                        | 나미키 미치코     | 8.7%   |
| 평균 시청률 9.3% (시청률은 칸토 지구·비디오 리서치사 조사) |                 |                                                          |                   |        |

- 첫회는 15분 확대.

## 같이 보기
- 문제참청(问题餐厅) - 중화인민공화국에서 리메이크된 텔레비전 드라마.